# Kronprinzenpokal 1917/18
Der Kronprinzenpokal 1917/18 war die achte Auflage des Fußball-Pokalwettbewerbs, in dem die Auswahlmannschaften der Regionalverbände des Deutschen Fußball-Bundes gegeneinander antraten. Sieger wurde zum ersten Mal die Auswahl Brandenburgs, die das Finale gegen Norddeutschland gewann.

## Teilnehmende Verbände
| Nordostdeutschland | Baltischer Rasen- und Wintersport-Verband  |
| Südostdeutschland  | Südostdeutscher Fußball-Verband            |
| Brandenburg        | Verband Brandenburgischer Ballspielvereine |
| Mitteldeutschland  | Verband Mitteldeutscher Ballspiel-Vereine  |
| Norddeutschland    | Norddeutscher Fußball-Verband              |
| Westdeutschland    | Westdeutscher Spiel-Verband                |
| Süddeutschland     | Verband Süddeutscher Fußball-Vereine       |

## Viertelfinale
| Datum            |                   | Ergebnis             | !Stadion                                         |
| ---------------- | ----------------- | -------------------- | ------------------------------------------------ |
| 14. Oktober 1917 | Westdeutschland   | 3:1 n. V. (1:1, 0:0) | Süddeutschland \|Düsseldorf, Platz des DSC       |
| 14. Oktober 1917 | Mitteldeutschland | 1:3 (1:2)            | Südostdeutschland \|Leipzig, Sportpark der SpVgg |
| 14. Oktober 1917 | Norddeutschland   | 7:0 (3:0)            | Nordostdeutschland \|Kiel, Holstein-Platz        |

Freilos: Brandenburg

## Halbfinale
| Datum         |                 | Ergebnis             | !Stadion                                 |
| ------------- | --------------- | -------------------- | ---------------------------------------- |
| 29. März 1918 | Norddeutschland | 3:0 (2:0)            | Westdeutschland \|Hamburg, Victora-Platz |
| 31. März 1918 | Brandenburg     | 6:2 n. V. (2:2, 1:0) | Südostdeutschland \|Berlin, Hertha-Platz |

## Finale
| Paarung         | Brandenburg – Norddeutschland |
| Ergebnis        | 3:1 n. V. (1:1, 0:0) |
| Datum           | 19. Mai 1918 |
| Stadion         | Viktoria-Platz, Mariendorf (bei Berlin) |
| Zuschauer       | 8.000 |
| Schiedsrichter  | Fritz Kiemeyer (Leipzig) |
| Tore            | 0:1 Hohmann (76.), 1:1 Golze (80.), 2:1 Trotschinsky (95.), 3:1 Fritzsche (112.) |
| Brandenburg     | Karl Panten (BFC Vorwärts 1890) – August Weber (BTC Borussia), Willi Golze (BFC Berolina 1885) – Otto Völker (BFC Preussen), Karl Tewes (BTuFC Viktoria 1889), Arthur Marohn (BTuFC Viktoria 1889) – Simon Leiserowitsch (BTC Borussia), Albert Seipp (SC Union Oberschöneweide), Walter Fritzsche (BFC Vorwärts 1890), Adolf Trotschinsky (SC Minerva 93 Berlin), Otto Klippenstein (SC Wacker 04 Tegel) |
| Norddeutschland | Charly Pohl (SC Victoria Hamburg) – Bey (SC Victoria Hamburg), Otto Buckendahl (Braunschweiger FC Eintracht) – Hugo Fick (FV Holstein Kiel), Ernst Eikhof (SC Victoria Hamburg), Walter Krause (SC Victoria Hamburg) – Georg Hermann Koch (SC Victoria Hamburg), Hohmann (FV Holstein Kiel), Adolf Jäger (Altonaer FC 1893), Paul Imke (Hannoverscher SV 96), Franz Esser (FV Holstein Kiel)              |

## Die Siegermannschaft
Nachfolgend ist die Siegermannschaft mit Einsätzen und Toren der Spieler angegeben.
| Brandenburg | |
|             | - Tor: Karl Panten (BFC Vorwärts 1890) (1/-), Albert Weber (BFC Vorwärts 1890) (1/-) - Abwehr: August Weber (BTC Borussia) (2/-), Willi Golze (BFC Berolina 1885) (2/1) - Mittelfeld: Willi Freitag (BFC Alemannia 1890) (1/-), Arthur Marohn (BTuFC Viktoria 1889) (2/-), Karl Tewes (BTuFC Viktoria 1889) (2/-), Otto Völker (BFC Preussen) (1/-) - Sturm: Walter Fritzsche (BFC Vorwärts 1890) (1/1), Franz Grampe (BFC Hertha 1892) (1/-), Otto Klippenstein (SC Wacker 04 Tegel) (1/-), Emil Krüger (BFC Hertha 1892) (1/5), Simon Leiserowitsch (BTC Borussia) (2/1), August Reeb (BTuFC Viktoria 1889) (1/-), Albert Seipp (SC Union Oberschöneweide) (2/-), Adolf Trotschinsky (SC Minerva 1893) (1/1) - Trainer: – |

## Erfolgreichster Torschütze
| Spieler     | Verein          | Tore |
| ----------- | --------------- | ---- |
| Emil Krüger | BFC Hertha 1892 | 5    |